# Experis
Experis is een Nederlands bedrijf gericht op het detacheren van ICT-professionals aan de hand van de detavast-constructie, opgericht in 1998 in Den Haag. Er zijn vestigingen in Eindhoven, Zwolle en Gouda. In 2014 is het bedrijf overgenomen door Manpower, die sinds 2018 volledig eigenaar is. Experis werkt in verschillende regioteams en opereert sinds 2015 vanuit het hoofdkantoor in Gouda.
Mede door het organiseren van IT Summits is Experis in 2007, 2008, 2012, 2013, 2014, 2015, 2016 en voor het laatst in 2018 uitgeroepen tot 'Detachering- & Recruitmentspecialist van het Jaar'.